# Пам'ятки Миколаївського району (Миколаївська область)
У Миколаївському районі Миколаївської області на обліку перебуває 5 пам'яток архітектури, 28 — історії та одна — монументального мистецтва.

## Пам'ятки архітектури
| №п/п | Охоронний номер | Найменування пам'ятки                                   | Адреса                | Рік                   | Автор        | Фото |
| ---- | --------------- | ------------------------------------------------------- | --------------------- | --------------------- | ------------ | ---- |
| 1.   |                 | Німецький костьол                                       | Село Новоселівка      | кінець XIX ст.        | О.І. Тищенко |      |
| 2.   |                 | Земська школа                                           | Село Петрово-Солониха | кінець XIX ст.        | О.І. Тищенко |      |
| 3.   |                 | Православна Церква в ім. Петра і Павла                  | Село Петрово-Солониха | 1-ша половина XIX ст. | О.І. Тищенко |      |
| 4.   |                 | Миколаївська церква                                     | Село Стара Богданівка | 1860—1890             | О.І. Тищенко |      |
| 5.   |                 | Готична католицька німецька церква в ім’я Петра і Павла | Село Степове          | 1887 р.               | О.І. Тищенко |      |

## Пам'ятки історії
| №п/п | Охоронний номер | Найменування пам'ятки | Адреса                                             | Рік               | Автор                                                                 | Фото |
| ---- | --------------- | --- | -------------------------------------------------- | ----------------- | --------------------------------------------------------------------- | ---- |
| 1.   | 1085            | Братська могила радянських воїнів (2 Невідомих). | Селище Радгоспне, біля клубу                       | 1979              |                                                                       |      |
| 2.   | 1073            | Братська могила радянських воїнів (305 чоловік). | Село Андріївка, біля клубу                         | 1975              |                                                                       |      |
| 3.   | 1074            | Пам'ятний знак на честь воїнів-земляків, загиблих в роки ВВВ. | Село Безводне, при в’їзді в село                   | 1967              |                                                                       |      |
| 4.   | 463             | Пам'ятний знак на честь воїнів-земляків, загиблих в роки ВВВ. | Село Зелене, вул. Червоноармійська, ріг Радянської | 1967              |                                                                       |      |
| 5.   | _               | Пам'ятний знак на честь воїнів-земляків, загиблих в роки ВВВ. | Село Зелений Гай, в центрі села                    | 1987              |                                                                       |      |
| 6.   | 1076            | Пам'ятний знак на честь воїнів-земляків, загиблих в роки ВВВ. | Село Зелений Яр, вул. Центральна                   | 1970              |                                                                       |      |
| 7.   | 467             | Братська могила радянських воїнів (7 чоловік) | Село Кир’яківка, біля школи                        | 1958, рекон. 1975 |                                                                       |      |
| 8.   | 465             | Меморіальний комплекс: братська могила радянських воїнів (понад 4 тисячі чоловік); пам’ятний знак на честь воїнів-земляків, загиблих в роки ВВВ; 9 меморіальних плит з відомими прізвищами загиблих воїнів; пам'ятник на честь радянських воїнів, загиблих при форсуванні річки Південний Буг та п'ятидобових боях за звільнення села Ковалівка 18—24 березня 1944 року; дві 76 мм гармати. | Село Ковалівка                                     | 1949, рек. 1975   | ск. М. Лисенко, Б. Лисенко, В. Сухенько, А. Вітрік, арх. О. Ігнащенко |      |
| 9.   | 1077            | Пам'ятний знак на честь воїнів-земляків, загиблих в роки ВВВ. | Селище Комсомольське, при в’їзді до села           | 1965              |                                                                       |      |
| 10.  | 1078            | Пам'ятний знак на честь воїнів-земляків, загиблих в роки ВВВ. | Село Корчине, біля бібліотеки                      | 1965              |                                                                       |      |
| 11.  | 466             | Могила Янченка С.Ф., який загинув при звільненні села в 1944 році та пам’ятний знак на честь воїнів-земляків, загиблих в роки ВВВ. | Село Крива Балка, біля контори радгоспу            | 1967 рек. 1975    |                                                                       |      |
| 12.  | 1080            | Пам'ятний знак на честь воїнів-земляків, загиблих в роки ВВВ. | Село Кринички, парк                                | 1970              |                                                                       |      |
| 13.  | 1081            | Пам'ятний знак на честь воїнів-земляків, загиблих в роки ВВВ. | Село Маловарварівка, в центрі села                 | 1967              |                                                                       |      |
| 14.  | 469             | Братська могила радянських воїнів (9 чоловік) та пам’ятний знак на честь воїнів-земляків, загиблих в роки ВВВ. | Село Нечаяне, біля дороги Миколаїв — Одеса         | 1965, рекон. 1975 |                                                                       |      |
| 15.  | 1082            | Пам'ятний знак на честь воїнів-земляків, загиблих в роки ВВВ. | Село Новобогданівка, парк «Перемога»               | 1965              |                                                                       |      |
| 16.  | 1083            | Пам'ятний знак на честь воїнів-земляків, загиблих в роки ВВВ. | Село Новогригоровка, біля школи                    | 1966              |                                                                       |      |
| 17.  | 1414            | Пам'ятний знак на честь воїнів-земляків, загиблих в роки ВВВ. | Село Новоселівка                                   | 1980              |                                                                       |      |
| 18.  | 470             | Братська могила радянських воїнів (12 чоловік) | Село Петрівка, біля медпункту                      | 1952              |                                                                       |      |
| 19.  | 1084            | Пам'ятний знак на честь воїнів-земляків, загиблих в роки ВВВ. | Село Петрівка, біля медпункту                      | 1965              |                                                                       |      |
| 20.  | 471             | Братська могила радянських воїнів (2 чоловіки) | Село Петрово-Солониха                              | 1949              |                                                                       |      |
| 21.  | 472             | Пам'ятний знак на честь воїнів-земляків, загиблих в роки ВВВ. | Село Сливине, вул. Центральна                      | 1979              |                                                                       |      |
| 22.  | 1086            | Пам'ятний знак на честь воїнів-земляків, загиблих в роки ВВВ. | Село Стара Богданівка, біля контори радгоспу       | 1970              | ск. О.Здіховський                                                     |      |
| 23.  | 1087            | Пам'ятний знак на честь воїнів-земляків, загиблих в роки ВВВ. | Село Степове, біля сільради                        | 1975, рек. 1987   | ск. М. В. Мірошин                                                     |      |
| 24.  | 473             | Братська могила воїнів громадянської війни (5 чоловік) та радянських воїнів (3 чоловіки). | Село Трихати, в центрі села                        | 1930, 1956        |                                                                       |      |
| 25.  | 1088            | Пам'ятний знак на честь воїнів-земляків, загиблих в роки ВВВ. | Село Трихати, біля клубу                           | 1955              |                                                                       |      |
| 26.  | 1089            | Могила Невідомого солдата та пам’ятний знак на честь воїнів-земляків, загиблих в роки ВВВ. | Село Улянівка, біля сільради                       | 1975              |                                                                       |      |
| 27.  | 1079            | Братська могила радянських воїнів (2 чоловіки) | Селище Червоноармійське, в центрі села             | 1970              |                                                                       |      |
| 28.  | 1483            | Пам'ятний знак на честь воїнів-земляків, загиблих в роки ВВВ. | Село Шурине, біля клубу                            | 1955              |                                                                       |      |
|      |                 | |                                                    |                   |                                                                       |      |

## Пам'ятки монументального мистецтва
| №п/п | Охоронний номер | Найменування пам'ятки                                                                                         | Адреса              | Рік  | Автор | Фото |
| ---- | --------------- | --- | ------------------- | ---- | ----- | ---- |
| 1.   | _               | Пам'ятник Герою Радянського Союзу ст. лейтенанту К. Ф. Ольшанському (1915—1944), командиру загону десантників | Село Новомихайлівка | 2001 |       |      |